# 프셰미스와프 티톤
프셰미스와프 티톤(폴란드어: Przemysław Tytoń, 1987년 1월 14일 ~ )은 폴란드의 축구 선수로 포지션은 골키퍼이다. 현재는 FC 신시내티 소속으로 뛰고 있다.
폴란드와 그리스의 UEFA 유로 2012 개막전에서 보이치에흐 슈쳉스니 골키퍼가 경고 누적으로 퇴장당한 뒤에 교체 선수로 출전하였다. PSV 에인트호번 시절에는 안드레아스 이삭손 골키퍼를 밀어내고 주전 골키퍼 자리를 차지하였다.